# David-Zwi Pinkas

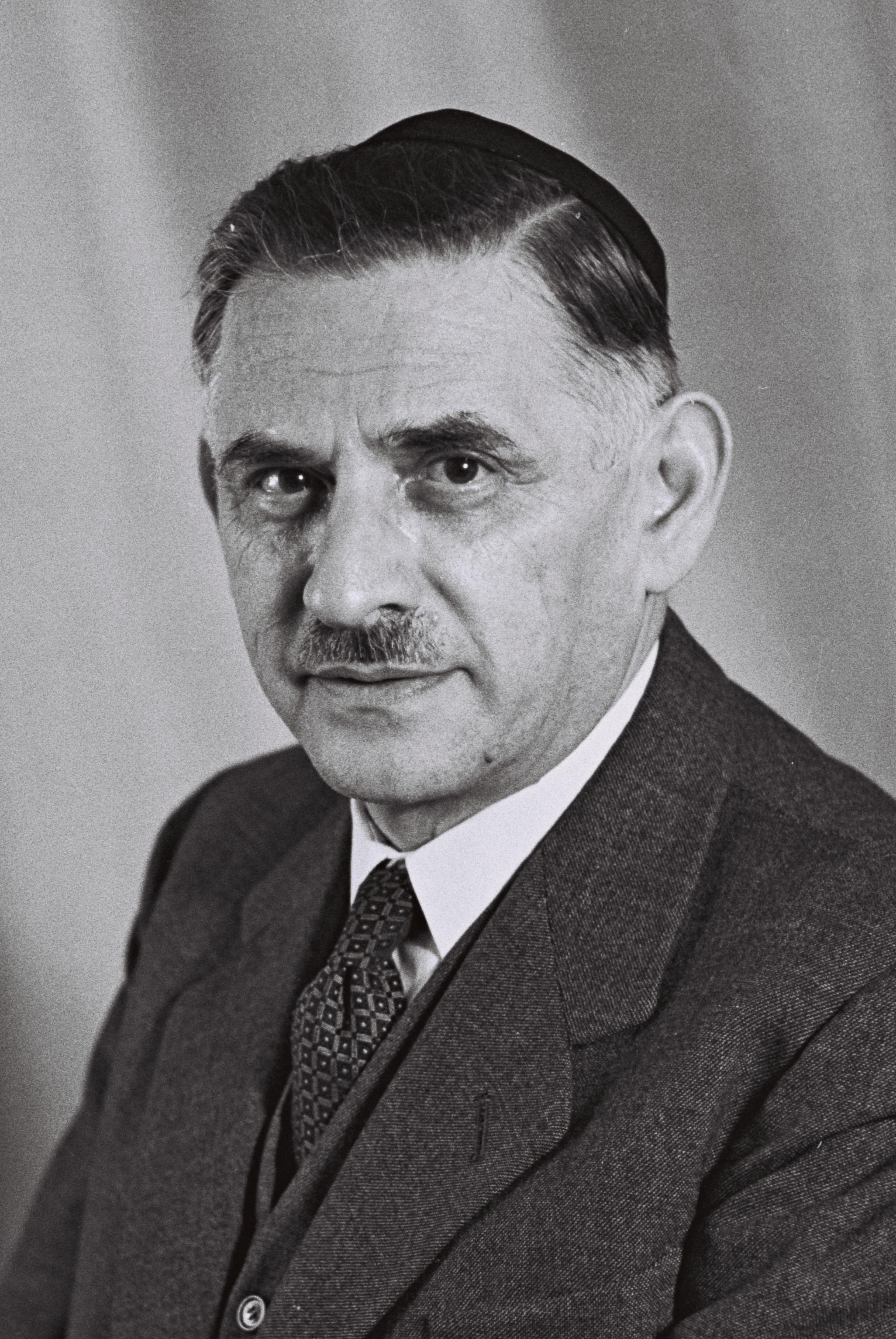
David-Zwi Pinkas

David-Zwi Pinkas (hebräisch דוד-צבי פנקס, * 5. Dezember 1895 in Sopron, Königreich Ungarn, Österreich-Ungarn; † 14. August 1952 in Jerusalem, Israel) war ein israelischer Politiker  und Verkehrsminister mit ungarischer Herkunft.

## Leben
Pinkas besuchte die höhere Schule in Wien und studierte an einer Jeschiwa in Freiburg im Breisgau und Rechtswissenschaften an der Universität Wien. Er war als Zionist bei der Bewegung des Misrachi in Wien und einer der Gründer der Yeshuran-Bewegung. Er war einer der 37 Erstunterzeichner der israelischen Unabhängigkeitserklärung. 1949 wurde er Knessetabgeordneter der Vereinigten Religiösen Front, eines politischen Bündnisses der vier wichtigsten religiösen Parteien in Israel: HaMisrachi, HaPo’el haMisrachi, Agudat Jisra’el und Poalei Agudat Jisra’el.
Im Juni 1952 entging Pinkas einem Mordversuch durch Amos Kenan und Shaltiel Ben Yair. Sie wollten damit gegen Pinkas Entscheidung protestieren, der am Shabbat jeglichen öffentlichen Nahverkehr verboten hatte. Trotzdem starb Pinkas nach zwei Monaten an einem Herzschlag. Er wurde auf dem Trumpeldor-Friedhof (hebräisch בית הקברות טרומפלדור)  in Tel Aviv begraben. Das nach ihm benannte  Ramat Pinkas  (hebräisch רָמַת פִּנְקָס), ist heute Teil von Or Yehuda.